# Блютнер, Юлиус
Юлиус Фердинанд Блютнер (нем. Julius Ferdinand Blüthner, 11 марта 1824, Фалькенгейн — 30 апреля 1910, Лейпциг) — фортепианный фабрикант.

## Биография
В 1853 году основал фортепианную фабрику в Лейпциге, которая позднее стала занимать целый квартал со штатом рабочих более 500 человек. Фабрика ежегодно выпускала около 1500 роялей и столько же пианино.
Блютнер в своих инструментах произвел некоторые улучшения. Особенно известны его «Aliquotflügel».
Совместно с Х. Гречелем издал «Lehrbuch der Pianafortebaue’s» (Lpz., 1872).